# Городоцька сільська рада (Лунинецький район)
Городоцька сільська́ ра́да (біл. Гарадоцкі сельсавет) — адміністративно-територіальна одиниця у складі Лунинецького району Берестейської області Білорусі. Адміністративний центр — село Кожан-Городок.

## Склад
Населені пункти, що підпорядковувалися сільській раді станом на 2009 рік:
| Населений пункт | Тип  | Населення, осіб (2009) |
| --------------- | ---- | ---------------------- |
| Баби            | село | 3                      |
| Дребськ         | село | 985                    |
| Кожан-Городок   | село | 1902                   |
| Оборки          | село | 13                     |
| Подморочне      | село | 6                      |
| Цна             | село | 528                    |

## Населення
За переписом населення Білорусі 2009 року чисельність населення сільської ради становила 3437 осіб.

### Національність
Розподіл населення за рідною національністю за даними перепису 2009 року:
| Національність            | Осіб | Відсоток |
| ------------------------- | ---- | -------- |
| білоруси                  | 3403 | 99,01 %  |
| росіяни                   | 20   | 0,58 %   |
| українці                  | 7    | 0,20 %   |
| молдовани                 | 4    | 0,12 %   |
| поляки                    | 1    | 0,03 %   |
| вірмени                   | 1    | 0,03 %   |
| національність не вказана | 1    | 0,03 %   |
| Разом                     | 3437 | 100 %    |